# Фокс Уильямс, Джон
Джон (Шон) Эрвин Фокс Уильямс (англ. John (Shôn) Eirwyn Ffowcs Williams; 25 мая 1935, Уэльс — 12 декабря 2020, Боделвидэн, Денбишир) — британский учёный, профессор-эмерит Кембриджского университета, член Королевской инженерной академии наук, наиболее известен вкладом в аэроакустику, а также участием в разработке англо-французского сверхзвукового пассажирского самолёта Конкорд. В 1969 году совместно со своим студентом, Дэвидом Хокингсом (англ. David L. Hawkings), предложил обобщённую формулировку акустической аналогии для расчёта дальнего звукового поля от турбулентного источника (н.п. шум турбулентной струи самолёта) — Акустическая аналогия Фокс Уильямса - Хокинга.
Джон Фокс Уильямс родился в Уэльсе в 1935 году (Шон — уэльская версия его имени). Его мать умерла, когда Джону было пять лет. В детстве он говорил только на уэльском, поэтому для изучения английского его отправили в школу квакеров в Северном Йоркшире. Оставил школу в возрасте 16 лет, чтобы работать в Rolls-Royce’е, затем поступил в Саутгемптонский университет. В дальнейшем Фокс Уильямс всегда старался привести научные исследования к решению практических задач промышленности. Соучредитель консалтинговой компании Topexpress Ltd, которая специализируется на инженерной поддержке, а также в разное время был ведущим консультантом Rolls-Royce и директором VSEL plc. В течение 25 лет (начиная с 1973 года — самый долгий срок в истории университета) руководил департаментом в Кембриджском университете, где занимаются проблемами механики жидкости, аэроакустики, термодинамики и турбомашиностроения. Один из редких примеров, когда учёный-теоретик смог преуспеть как в науке, так и в бизнесе.
В 1984 году награждён главной наградой Акустического института Великобритании — медалью Рэлея. В 2002 году награждён медалью Сэра Фрэнка Уиттла Королевской инженерной академии.
Среди его учеников — профессор Кембриджа Энн Доулинг, эксперт по вопросам акустики, горения и акустических возмущений, руководитель инженерного департамента Кембриджа (ранее место занимал Фокс Уильямс).

## Избранные публикации
- Ffowcs Williams, J. E. and Hawkings, D. L.: Sound Generation by Turbulence and Surfaces in Arbitrary Motion. Philosophical Transactions of the Royal Society, Vol. A264, Nr. 1151, 1969, S. 321—342